# ストーン郡 (ミシシッピ州)
ストーン郡（英: Stone County）は、アメリカ合衆国ミシシッピ州の南東部に位置する郡である。2010年国勢調査での人口は17,786人であり、2000年の13,622人から30.6%増加した。郡庁所在地はウィギンス市（人口4,390人）であり、同郡で人口最大の都市でもある。ストーン郡は1916年6月5日に、ハリソン郡の北部が分離して設立された。郡名は1876年から1882年までミシシッピ州知事を務めたジョン・M・ストーンに因んで名付けられた。1918年、29,515.18米ドルを掛けた郡庁舎が完工し、その後何回か改修を行って現在も使われている。

## 州議会の決議
2012年のミシシッピ州通常議会中の4月25日、州上院と下院で両院一致決議643号が可決され、ストーン郡を「ミシシッピ州の壁画郡」と呼ぶことになった。それまでの8年間に、テリング・ツリーズ・プロジェクトが郡内で展開され、ストーン郡の歴史と文化遺産を文書化して祝ってきた。このプロジェクトの一環として、絵画やモザイクタイルによる壁画23面が、ミシシッピ・ガルフコースト・コミュニティカレッジのパーキンストン・キャンパス芸術部との協力で制作され、郡全体に配置公開されてきた。これらの壁画は郡の生態系、郡民、目印となるもの、産業を視覚的に伝えている。

## 地理
アメリカ合衆国国勢調査局に拠れば、郡域全面積は448.07平方マイル (1,160.5 km2)であり、このうち陸地445.37平方マイル (1,153.5 km2)、水域は2.71平方マイル (7.0 km2)で水域率は0.60%である。

### 主要高規格道路
- アメリカ国道49号線
- ミシシッピ州道15号線
- ミシシッピ州道26号線
- ミシシッピ州道29号線

### 隣接する郡

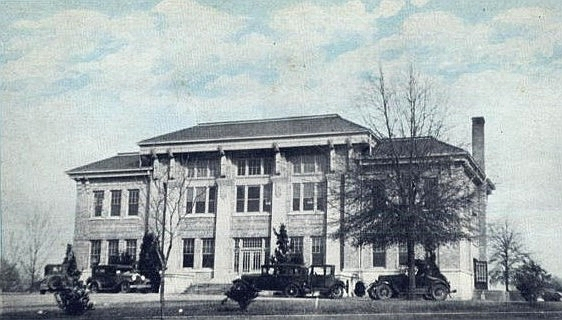
1920年頃の郡庁舎

- ペリー郡 - 北東
- ジョージ郡 - 東
- ジャクソン郡 - 南東
- ハリソン郡 - 南
- パールリバー郡 - 西
- フォレスト郡 - 北西

### 国立保護地域
- デソト国立の森（部分）
- スウィートベイボッグス保存地[8]

## 人口動態
2005年8月にハリケーン・カトリーナに襲われた後、ストーン郡の人口は約40%増加してきた。ベアトリスなど以前は開発が進んでいなかった町には、現在新しい資産所有者が現れたが、住宅産業は材木以外の天然資源が無いために停滞あるいは減退している。また他の海岸部にある郡と比較して交通の便が悪いことも災いしている。
以下は2000年の国勢調査による人口統計データである。
| 基礎データ - 人口: 13,622人 - 世帯数: 4,747 世帯 - 家族数: 3,626 家族 - 人口密度: 12人/km2（31人/mi2） - 住居数: 5,343軒 - 住居密度: 5軒/km2（12軒/mi2） 人種別人口構成 - 白人: 79.42% - アフリカン・アメリカン: 19.18% - ネイティブ・アメリカン: 0.29% - アジア人: 0.16% - 太平洋諸島系: 0.03% - その他の人種: 0.23% - 混血: 0.70% - ヒスパニック・ラテン系: 1.25% | 年齢別人口構成 - 18歳未満: 26.8% - 18-24歳: 12.2% - 25-44歳: 27.4% - 45-64歳: 22.4% - 65歳以上: 11.1% - 年齢の中央値: 34歳 - 性比（女性100人あたり男性の人口） - 総人口: 98.2 - 18歳以上: 96.0 世帯と家族（対世帯数） - 18歳未満の子供がいる: 37.3% - 結婚・同居している夫婦: 58.8% - 未婚・離婚・死別女性が世帯主: 13.3% - 非家族世帯: 23.6% - 単身世帯: 20.6% - 65歳以上の老人1人暮らし: 8.9% - 平均構成人数 - 世帯: 2.72人 - 家族: 3.13人 | 収入と家計 - 収入の中央値 - 世帯: 30,495米ドル - 家族: 36,856米ドル - 性別 - 男性: 26,259米ドル - 女性: 21,228米ドル - 人口1人あたり収入: 14,693米ドル - 貧困線以下 - 対人口: 17.5% - 対家族数: 14.5% - 18歳未満: 23.1% - 65歳以上: 14.3% |

### 収入

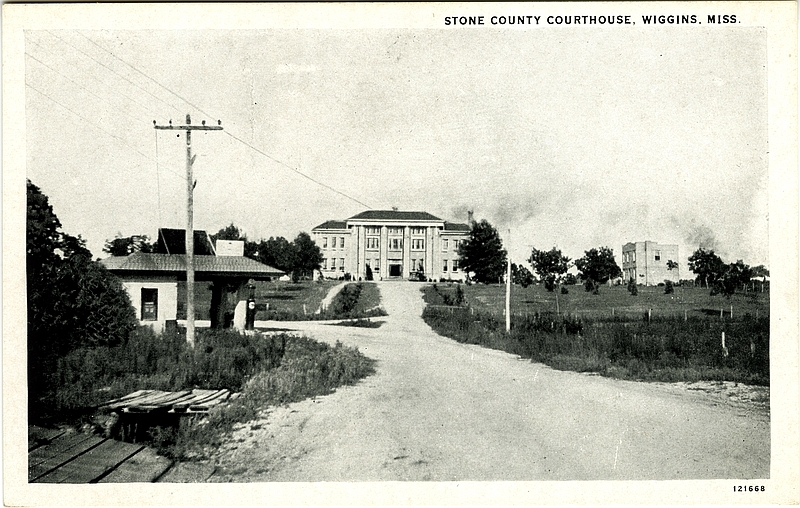
1920年頃に撮影されたストーン郡庁舎、ケイバーズ・アベニューより

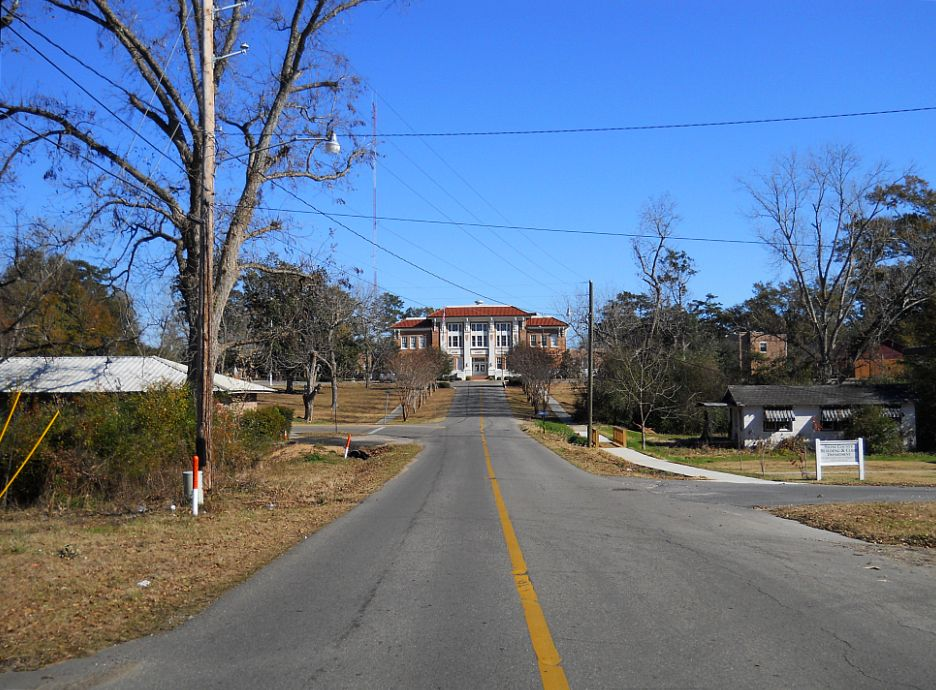
2010年12月に上の写真と同じ場所から撮影された郡庁舎

## 都市と町

### 都市
- ウィギンス - 郡庁所在地

### 未編入の町
| - ベアトリス - ビッグレベル - ボンド | - マクヘンリー - パーキンストン | - ラムゼースプリングス - シルバーラン |